# Desa Gunungsari (administrativ by i Indonesien, Banten)
Desa Gunungsari är en administrativ by i Indonesien.   Den ligger i provinsen Banten, i den västra delen av landet, 90 km väster om huvudstaden Jakarta.